# Mycetophylax
Mycetophylax is een geslacht van mieren uit de onderfamilie van de Myrmicinae (Knoopmieren).

## Soorten
- M. conformis (Mayr, 1884)
- M. morschi (Emery, 1888)
- M. simplex (Emery, 1888)